# Gynoplistia (Gynoplistia) womba
Gynoplistia (Gynoplistia) womba is een tweevleugelige uit de familie steltmuggen (Limoniidae). De soort komt voor in het Australaziatisch gebied.